# Le Jeune Indépendant
 (mars 2020).
Si vous disposez d'ouvrages ou d'articles de référence ou si vous connaissez des sites web de qualité traitant du thème abordé ici, merci de compléter l'article en donnant les références utiles à sa vérifiabilité et en les liant à la section « Notes et références ».
Le Jeune indépendant est un quotidien généraliste algérien en langue française, fondé le 28 mars 1990, il est le premier titre de la presse indépendante (de droit privé) en Algérie. [source insuffisante]

## Historique
Fondé en 1990 par Chafik Abdi dont il assurait la direction de la publication jusqu'au début de 2008, le premier numéro du journal a été publié le 28 mars 1990. Parmi ceux qui ont participé à l'aventure de départ : Fathy Bourayou, Abdou Seghouani, Said Benabdelouahab, Djamel Briedj, et Kamar Idir . Le journal commence sous format hebdomadaire puis devient quotidien en 1998. Ayant fait face à de nombreuses pressions et de nombreux aléas, le journal s’arrête en 1992 puis revient sur la scène en 1er décembre 1997 sous format de bihebdomadaire avant de passer au format quotidien le 8 juin 1998 sous la direction de Chafik Abdi, alors actionnaire majoritaire. En juin 2008, Chafik Abdi quitta la société éditrice à qui il céda le titre.[source insuffisante]
Il s'impose dans la sphère médiatique algérienne en comptant sur de nombreux journalistes de talents, à l'image de Noureddine Azouz, Yacine Temlali, Mouloud Ait-Challal, Mohamed Zaaf, Rachid Kaci, Mustapha Abdeli, Naima nefla Boulares, Tania Gacem, Safia Berkouk, Sihem Henine, le Hic, Djamel Kaouane, Abdelaziz Azizi, Rouache Belkacem, Abdou Seghouani, Nacer Mouzaoui, Nabila Greffon, Hamid Rabahi, Fodil Hassam, Mounir Boudjemaa, Rosa Mansouri, Youcef Zerarka, Mohamed Asmani, Mohamed Mekati, Ali Brahimi, Malika Lamoudi, Mohamed Badaoui, et beaucoup d'autres chroniqueurs et contributeurs.[non neutre]
En 2014, le journal tire à 20 000 exemplaires.

## Ligne éditoriale
Les rubriques de ce quotidien sont :
- Actualité
- Politique
- Sport
- Monde
- Économie
- Culture
- Santé
- Multimédia
- Automobile

Selon ses fondateurs, le Jeune Indépendant est un quotidien qui tient à son indépendance de tous les pouvoirs; que ce soit politique, économique ou financier.

## Polémique
En 2014, la Une du Jeune indépendant daté du 4 février provoque un tollé en Algérie. Amar Saadani, secrétaire général du Front de libération nationale (FLN), est qualifié d'« homo » (sic). Celui-ci, peu auparavant, avait violemment critiqué Mohamed Mediene, général major et patron du Département du renseignement et de la sécurité (DRS). Le code de l’information en vigueur en Algérie depuis 2012 interdit, sous peine de poursuites judiciaires, l’atteinte à l’honneur des personnalités publiques.